# Trond Johansen
Trond Johansen (Sørreisa, 30 novembre 1962) è un ex calciatore norvegese, di ruolo centrocampista.

## Carriera

### Giocatore

#### Club
Johansen giocò con la maglia dello Skøelv, prima di trasferirsi al Brann nel 1983. Sempre nello stesso anno, fu ceduto al Tromsø. Con questa maglia, si aggiudicò la Coppa di Norvegia 1986. Rimase in forza al Tromsø fino al 1993.

### Allenatore
È stato allenatore dello Skarp dal 1999 al 2000. È tornato a ricoprire questo ruolo a partire dal 2004.

## Palmarès

### Club

#### Competizioni nazionali
- Coppa di Norvegia: 1

Tromsø: 1986